# Cá nhám búa
Cá nhám búa vây đen hay cá mập đầu búa vỏ sò, tên khoa học Sphyrna lewini, là một loài cá nhám búa, họ Sphyrnidae. Nó chủ yếu sống ở vùng nước ven biển ôn đới và nhiệt đới, giữa vĩ độ 46 ° Tây và 36 ° Đông, xuống tới độ sâu 500 mét (1.600 ft). Nó là loài cá mập đầu búa phổ biến nhất. Chúng không được xem là nguy hiểm và thường không tấn công con người.

## Phân loại
Cá nhám búa đầu tiên được đặt tên là Zygaena lewini, sau đổi tên thành Sphyrna lewini bởi Edward Griffith và Hamilton Smith năm 1834. Nó cũng được đặt tên là Cestracion leeuwenii bởi Day năm 1865, 
Zygaena erythraea bởi Klunzinger năm 1871, Cestracion oceanica bởi Garman năm 1913, and Sphyrna diplana bởi Springer năm 1941.

## Mô tả
Trung bình, con đực dài 1,5 đến 1,8 m (4,9 đến 5,9 ft) và nặng 29 kg (64 lb) khi chúng trưởng thành sinh sản, con cái lớn hơn có chiều dài tới 2,5 m (8,2 ft) và cân nậng 80 kg (180 lb) khi trưởng thành sinh sản. Chiều dài tối đa là 4,3 m (14 ft) và cân nặng tối đa 152,4 kg (336 lb), theo FishBase. Một con cái bị bắt ở Miami dài 3,26 m (10,7 ft) và nặng 200 kg (440 lb), mặc dù nó đang có bầu tại thời điểm đó.

## Chế độ ăn uống
Loài cá mập này ăn chủ yếu là cá như cá mòi, cá thu và cá trích, và đôi khi thân mềm như mực và bạch tuộc. Mẫu vật lớn cũng có thể ăn các loài cá mập nhỏ hơn như Cá mập vây đen.

## Tương tác của con người
Tính đến năm 2008, cá nhám búa được xem là "bị đe dọa toàn cầu". Nghiên cứu cho thấy tại một phần của Đại Tây Dương, số lượng cá nhám búa đã giảm trên 95% trong 30 năm qua. Trong số các lý do sụt giảm này có đánh bắt quá mức và sự gia tăng nhu cầu đối với vi cá mập. Cá nhám búa là một loài cá nhám thường bị lấy vây.

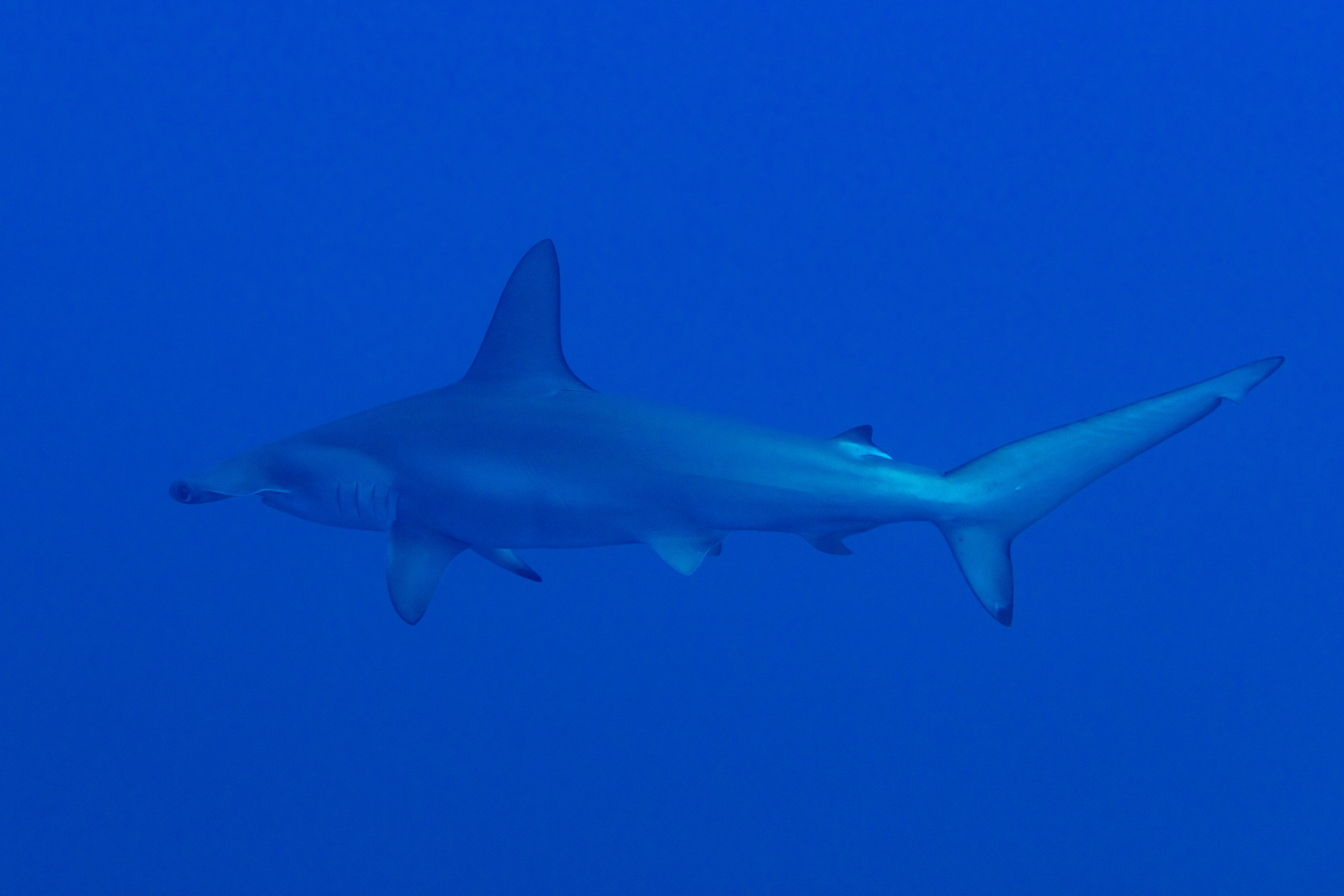

## Phim
Nhân vật Anchor trong phim Đi tìm Nemo và Đi tìm Dory
Trong seri phim Hyakujuu Sentai Gaoranger cá mập búa là cánh tay phải của Gao Hunter